# The Wolfe Tones
The Wolfe Tones er en irsk oprørsmusikgruppe, der inkorporerer irsk folkemusik i deres sange. Gruppen blev dannet i 1963 og har deres navn fra Theobald Wolfe Tone, en af lederne af oprøret i Irland 1798, med dobbeltbetydningen en ulvetone - en falsk tone, der kan påvirke nogle strengeinstrumenter i violin-familien.
Gruppen blev grundlagt Liam Courtney, Noel Nagle og Brian Warfield, men den længste sammensætning af gruppen bestod af Nagle, Warfield samt Derek Warfield og Tommy Byrne.
I 2022–2024 spillede bandet koncerter i Olympia Theatre, the INEC Ireland, Broadway (Manhattan) i New York, Atheneum Chicago og Electric Picnic.
I 2023 annoncerede gruppen, at den ville stoppe med en 60-års jubilæumsturné til at afslutte karrieren. Udover koncerter i USA ville de afholde koncerter i Galway Airport, Castlebar, Co Mayo og 3Arena, mens deres sidste koncert ville foregå i Dublin d. 13. oktober 2024.
Den 23. august 2024 udgav single deres sidste single, Goodbye to All Our Friends.
På trods af at at koncerten i 3Arena var annonceret som gruppens sidste optræden, så annoncerede de to koncerter i Thomond Park i Limerick i juli 2025, samt en koncert i Liverpool.

## Medlemmer
| Nuværende medlemmer - Noel Nagle – tin whistle, low whistle, uileann pipes, vokal (1963–nu) - Brian Warfield – banjo, whistle, harpe, klaver, guitars, bodhran, vokal (1963–nu) - Tommy Byrne – guitars, vokal (1964–nu) | Tidligere medlemmer - Liam Courtney – guitar, vokal (1963–1964) - Derek Warfield – mandolin, vokal (1964–2001) |

## Diskografi
| - The Foggy Dew (1965) - Up the Rebels (1966) - The Rights of Man (1968) - Rifles of the I.R.A. (1970) - Let the People Sing (1972) - 'Till Ireland a Nation (1974) - Irish to the Core (1976) - Across the Broad Atlantic (1976) - Belt of the Celts (1978) - Spirit of the Nation (1981) - As Gaeilge (1982) - A Sense of Freedom (1983) - Profile (1985) - Sing Out for Ireland (1987) - 25th Anniversary (1989) - You'll Never Beat the Irish (2001) - The Troubles (2004) - Child of Destiny (2011) - The Dublin Rebellion 1916 (2016) |